# Peninsula Point (hrabstwo Colchester)
Peninsula Point – przylądek (point) w kanadyjskiej prowincji Nowa Szkocja, w Colchester (45°46′00″N, 63°12′24″W), wysunięty w zatokę Amet Sound, na jej południowym brzegu; nazwa urzędowo zatwierdzona 6 maja 1947.